# Гутман, Анатолий Яковлевич
Анатолий Яковлевич Гутман (псевдоним Ган, 1889—1950) — российский журналист и публицист.

## Биография
Редактор-издатель московской газеты «Коммерческий телеграф», петербургских газет «Биржевой курьер» и «Эпоха».
В 1918 году участник воткинского восстания (издатель повстанческой газеты «Воткинский вестник»). Затем жил в Уфе (с октября 1918) и Омске (с января 1919), где сотрудничал в газетах «Заря», «Русская армия». В марте 1919 — январе 1920 — во Владивостоке, где издавал газету «Русский экономист».
Некоторое время жил в эмиграции в Токио, где издавал газету «Дело России». Затем в Китае, Берлине (1922—1923) и Париже. Сотрудник газет «Сегодня», «Руль» и «Общее дело».

## Фотогалерея
|  | Могилы партизан, погибших при атаке японцев | Работы Анатолия Яковлевича Гутмана Антибольшевистская деятельность, активная в Японии и Германии. Гибель Николаевска на Амуре |

## Сочинения
- Большевизм и Германия. Шанхай. 1921.
- Гибель Николаевска на Амуре : страницы из истории гражданской войны на Дальнем Востоке. Берлин. 1924.
  - Английский перевод: Gutman, Anatoly. Ella Lury Wiswell (trans.); Richard A. Pierce (ed.) The Destruction of Nikolaevsk-on-Amur, An Episode in the Russian Civil War in the Far East. — Limestone Press, 1993. — ISBN 0-919642-35-7.
- А. Я. Гутман Ижевское восстание. Белое дело. Летопись белой борьбы. Кн. 3. Берлин, 1927.